# Vibeke Agnete Henning
Vibeke Agnete Henning (født 28. november 1943 i Hjørring, død 17. december 2021) var en dansk læge med speciale i øjenkirurgi.
Henning blev i 1972 cand.med. fra Københavns Universitet og blev 10 år senere speciallæge i øjensygdomme. Fem år senere i 1987 blev hun leder af den nyoprettede øjenafdeling på Centralsygehuset i Holbæk. Her arbejdede hun med at introducere en ny behandlingsformen phacoemulsification for grå stær i Danmark. Metoden var udviklet i amerikansk, men var fortsat usikker, så hun fik ledelsens tilladelse til at indkøbe en maskine til 500.000 DKK (ca. 900.000 i 2012-kroner), som blev anvendt til at træne operationen på griseøjne.
I efteråret 1987 gennemførte hun den første vellykkede operation på en menneskepatient. Teknikken er siden blevet standarden for grå stær-operationer. Efter gennembruddet afholdt hun kurser i perioden fra 1990 til 1998, og skabte hermed udbredelsen af specialet i Danmark.
Da hun i 1991 fik ansættelse på Gentofte Hospital som overlæge her, fik hun også lov til at indkøbe den særlige maskine, der var nødvendig for at denne særlige operation kunne udføres. Hun fulgte ligeledes med, da øjenafdelingen i 1995 blev flyttet til Herlev Hospital og i 2008 til Glostrup Hospital, som fortsat huser øjenafdelingen.
Vibeke Henning var fra 1996 aktiv øjenlæge på Øjenhospitalet Danmark, og fra 2011 tilknyttet Glostrup Hospital som specialkonsulent på især specielle tilfælde af grå stær kaldet oliekatarakter, som er den mest komplicerede type.